# Linda Smith (Politikerin)

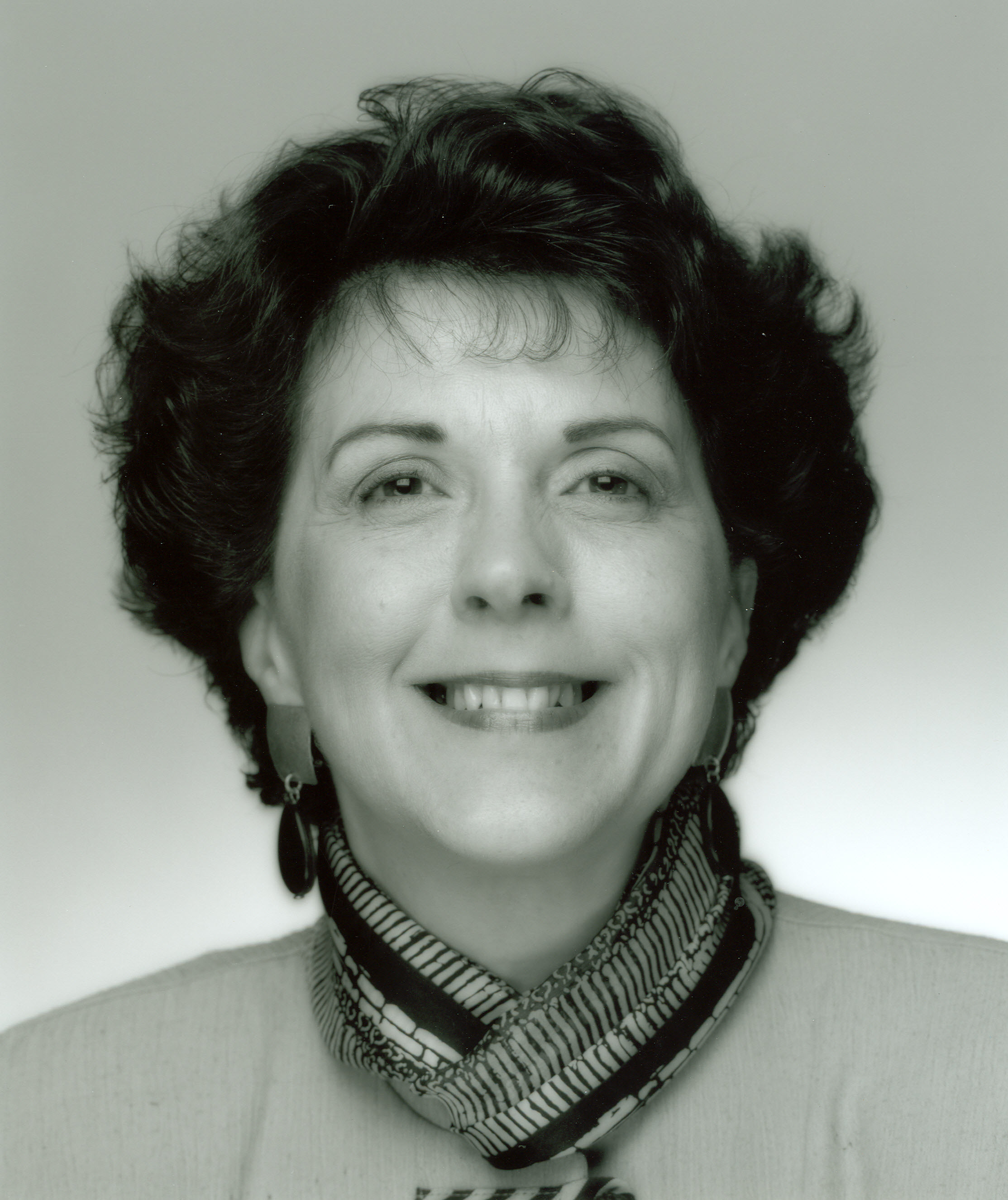
Linda Smith

Linda Smith (* 16. Juli 1950 in La Junta, Colorado) ist eine US-amerikanische Politikerin. Zwischen 1995 und 1999 vertrat sie den Bundesstaat Washington im US-Repräsentantenhaus.

## Leben
Linda Smith besuchte unter anderem die Fort Vancouver High School in Vancouver (Washington). Danach leitete sie insgesamt sechs Steuerberatungsagenturen. Anschließend begann sie als Mitglied der Republikanischen Partei eine politische Laufbahn. Zwischen 1983 und 1986 saß sie als Abgeordnete im Repräsentantenhaus von Washington; von 1987 bis 1994 gehörte sie dem Staatssenat an.
Bei den Kongresswahlen des Jahres 1994 wurde sie im dritten Wahlbezirk ihres Staates in das US-Repräsentantenhaus in Washington, D.C. gewählt, wo sie am 3. Januar 1995 die Nachfolge von Jolene Unsoeld von der Demokratischen Partei antrat. Nach einer Wiederwahl im Jahr 1996 konnte sie bis zum 3. Januar 1999 zwei Legislaturperioden im Kongress absolvieren. 1998 verzichtete Smith auf eine weitere Kandidatur für das US-Repräsentantenhaus. Stattdessen bewarb sie sich erfolglos um einen Sitz im US-Senat: Sie unterlag der demokratischen Amtsinhaberin Patty Murray mit 42:58 Prozent der Stimmen.
Linda Smith setzt sich entschieden gegen Menschenhandel in aller Welt ein. Zu diesem Zweck gründete sie die Organisation Shared Hope International (SHI), eine nicht am Profit orientierte Vereinigung zur Bekämpfung des Menschenhandels zum Zwecke der Prostitution. Bis heute widmet sie sich dem Kampf gegen Menschenhandel und Prostitution. Dabei tritt sie gelegentlich in Fernsehsendungen auf, um für ihre Ziele zu werben.